# Тхромде
Тхромде (дзонг-кэ ཁྲོམ་སྡེ་, вайли khrom-sde) — административная единица Бутана третьего уровня подчинения.

## Администрация тхромде
Тхромде появились в результате выполнения программы децентрализации власти и передачи властных полномочий:Преамбула. Если тхромде достаточно населён и развит, то он управляется независимой администрацией Тхромде Цогде (Thromde Tshogde; тхромде класса А); в противном случае тхромде управляется непосредственно администрацией дзонгхага или гевога в соответствии с решением правительства (тхромде класса В и Йенлаг тхромде, Yenlag Thromdes). Время от времени, после консультаций с секретариатом Национальной земельной комиссии и местными органами власти, парламент принимает решение об изменении границ тхромде:§§ 11–18, 85.
Каждый Тхромде Цогде состоит из 7-10 избираемых членов во главе с Тхромпоном (Thrompon). Тхромде Цогде имеют право контролировать рекламу, здравоохранение, соблюдение правил техники безопасности, а также взимать налоги с земли, имущества, передачи имущества (налог с продаж), и «улучшения». Муниципальные органы власти также имеют право взимать специальный налог на свободные и слаборазвитые земли, чтобы стимулировать их развитие, а также собирать и расходовать средства на содействие развитию местной экономики:§§ 61–65.

## История
Список тхромде был утверждён кабинетом министров в мае 2010 года.
Предложенная национальная городская система:
| Города                                              | Количество городов | Названия                                                                             | Численность населения |
| --------------------------------------------------- | ------------------ | ------------------------------------------------------------------------------------ | --------------------- |
| Гьельонг тхромде (национальные/региональные города) | 7                  | Тхимпху, Гелепху, Пхунчолинг, Самце, Бумтанг, Гьялпоижинг/Нганглам                   | > 10 000              |
| Дзонгхаг тхромде (центры дзонгхагов)                | 20                 | Все центры дзонгхагов, за исключением региональных городов                           | 5000-9999             |
| Йеланг тхромде (средние города)                     | 12                 |                                                                                      | 1500-4999             |
| Гевог тхромде (малые города / центры гевогов)       | 23                 |                                                                                      | 100-1499              |
| «Коридоры»                                          | 4                  | Самце — Самдруп-Джонгхар Тхимпху — Самдруп-Джонгхар Тхимпху — Плинг Вангду — Гелепху |                       |

## Список тхромде
| Дзонгхаг         | Гевог                      | Тхромде          | Класс                    |
| ---------------- | -------------------------- | ---------------- | ------------------------ |
| Бумтанг          | Чокхор ཆོས་འཁོར་             | Джакар           | Дзонгхаг Тхромде Класс В |
| Вангди-Пходранг  | Тхедцо ཐེད་ཚོ་               | Вангди-Пходранг  | Дзонгхаг Тхромде Класс B |
| Гаса             | Кхатод ཁ་སྟོད་               | Гаса             | Дзонгхаг Тхромде Класс B |
| Дагана           | Гоши སྒོ་བཞི་                 | Дагана           | Дзонгхаг Тхромде Класс B |
| Жемганг          | Тронг ཀྲོང་                  | Жемганг          | Дзонгхаг Тхромде Класс B |
| Лхунце           | Гангзур སྒང་ཟུར་             | Лхунце           | Дзонгхаг Тхромде Класс B |
| Монгар           | Монгар མོང་སྒར་              | Монгар           | Дзонгхаг Тхромде Класс B |
| Монгар           | Монгар མོང་སྒར་              | Гьялпожинг       | Йенлаг Тхромде           |
| Паро             | Вангчанг ཝང་ལྕང་            | Паро             | Дзонгхаг Тхромде Класс B |
| Пемагацел        | Шумар ཤུ་མར་                | Пемагацел        | Дзонгхаг Тхромде Класс B |
| Пунакха          | Гума གུ་མ་                  | Пунакха          | Дзонгхаг Тхромде Класс B |
| Самдруп-Джонгхар | Деватханг དབེ་བ་ཐང་         | Самдруп-Джонгхар | Дзонгхаг Тхромде Класс A |
| Самдруп-Джонгхар | Деватханг དབེ་བ་ཐང་         | Деватханг        | Йенлаг Тхромде           |
| Самце            | Самце བསམ་རྩེ་               | Самце            | Дзонгхаг Тхромде Класс B |
| Самце            | Пхунцогпелри ཕུན་ཚོགས་དབལ་རི་ | Гомту            | Йенлаг Тхромде           |
| Сарпанг          | Гелепху དགེ་ལེགས་ཕུ་          | Гелепху          | Дзонгхаг Тхромде Класс A |
| Тронгса          | Нуби ནུ་སྦིས་                 | Тронгса          | Дзонгхаг Тхромде Класс B |
| Трашиганг        | Самкхар བསམ་མཁར་           | Трашиганг        | Дзонгхаг Тхромде Класс B |
| Трашиганг        | Канглунг བཀང་ལུང་           | Канглунг         | Йенлаг Тхромде           |
| Трашиганг        | Кхалинг ཁ་གླིང་              | Кхалинг          | Йенлаг Тхромде           |
| Трашиянгце       | Бумделинг བུམ་སྡེ་གླིང་         | Трашиянгце       | Дзонгхаг Тхромде Класс B |
| Тхимпху          | Чанг ལྕང་                   | Тхимпху          | Дзонгхаг Тхромде Класс A |
| Тхимпху          | Каванг ཀ་ཝང་               | Тхимпху          | Дзонгхаг Тхромде Класс A |
| Хаа              | Кацо སྐར་ཚོགས་               | Хаа              | Дзонгхаг Тхромде Класс B |
| Хаа              | Уесу དབུས་སུ་                | Хаа              | Дзонгхаг Тхромде Класс B |
| Циранг           | Кикхортханг དཀྱིལ་འཁོར་ཐང་    | Циранг           | Дзонгхаг Тхромде Класс B |
| Чукха            | Бджачо བྱག་ཕྱོགས་             | Chukha Colony    | Йенлаг Тхромде           |
| Чукха            | Бонго སྦོང་སྒོར་               | Геду             | Йенлаг Тхромде           |
| Чукха            | Дала དར་ལ་                 | Тала             | Йенлаг Тхромде           |
| Чукха            | Пхунцолинг ཕུན་ཚོགས་གླིང་      | Пхунчолинг       | Дзонгхаг Тхромде Класс A |
| Чукха            | Сампхелинг བསམ་འཕེལ་གླིང་     | Пхунчолинг       | Дзонгхаг Тхромде Класс A |